# Dyrøyna (Masfjorden)
Ne doit pas être confondu avec Dyrøyna.
Dyrøyna, est une île dans le landskap Sunnhordland du comté de Vestland. Elle appartient administrativement à Masfjorden.

## Géographie
Rocheuse et désertique, elle s'étend sur environ 1,511 km de longueur pour une largeur approximative maximale de 877 m. 